# Kōki Hasegawa
Kōki Hasegawa (japanisch 長谷川 光基 Hasegawa Kōki; * 27. April 1999 in der Präfektur Tokio) ist ein japanischer Fußballspieler.

## Karriere
Hasegawa erlernte das Fußballspielen in den Jugendmannschaften vom FC Harue und dem FC Tokyo. Die U23-Mannschaft des Vereins spielte in der dritten Liga, der J3 League. Bereits als Jugendspieler absolvierte er 20 Drittligaspiele. Dabei schoss er ein Tor. Im April 2018 wechselte er zur Universitätsmannschaft der Juntendo University. Seinen ersten Profivertrag unterschrieb er am 1. Februar 2022 bei Giravanz Kitakyūshū. Der Verein aus Kitakyūshū, einer Stadt in der Präfektur Fukuoka, spielt in der dritten japanischen Liga.